# Salmo zrmanjaensis
Salmo zrmanjaensis är en fiskart som beskrevs av Karaman, 1938. Salmo zrmanjaensis ingår i släktet Salmo och familjen laxfiskar. Inga underarter finns listade i Catalogue of Life.